# Natalia
Pour les articles homonymes, voir Natalia (homonymie).
1839–1843
Entités suivantes :
- Colonie du Natal

Natalia était une république boer du XIXe siècle située dans l'actuelle province du KwaZulu-Natal en Afrique du Sud. 

## Géographie
Natalia était localisée au sud-est de l'actuel Afrique du Sud, au bord de l'océan Indien, dans les frontières de la future province du Natal devenue depuis 1994, le KwaZulu-Natal. Elle s'étendait de la rivière Tugela à l'actuel Port St. Johns. Sa capitale était Pietermaritzburg.

## Histoire

### Contexte
Les premiers groupes organisés de Voortrekkers quittent les régions et villes du Cap, de Graaff-Reinet, de George et de Grahamstown à partir de 1835 avec à leurs têtes, des chefs élus comme Andries Pretorius, Louis Trichardt, Hendrik Potgieter et Piet Retief.  
Partis à bord de leurs chars à bœufs vers des territoires inconnus, l'objectif des Voortrekkers était d'y créer une république indépendante pour y vivre libres à la manière des trekboers (ainsi appelés car ils quittèrent la région pour se diriger vers le nord en emportant avec eux tous leurs biens) du XVIIIe siècle. En cinq ans, de 1835 à 1840, près de 15 000 Boers quittent la colonie du Cap soit un dixième de la population afrikaner. 
Cependant, l'intérieur des terres n'était pas vide d'habitants même si dans les années 1820 les armées de Shaka, roi des Zoulous, avaient décimé ou poussé à l'exode vers le nord plusieurs dizaines de milliers de tribus. La plupart des pionniers Boers vécurent des heurts sanglants avec les Ndébélés (bataille de Vegkop en 1836) et surtout avec les Zoulous.  
Au Natal, le massacre des pionniers menés par Piet Retief par les Zoulous puis la victoire des Boers lors de la bataille de Blood River conduit à la création de la république de Natalia.

### Fondation
La république de Natalia est créée en 1839 par les Voortrekkers à la suite de leur victoire sur les Zoulous du Roi Dingane à la bataille de Blood River. Elle fut établie conformément au traité, proposé par Piet Retief, que Dingane avait approuvé avant de dénoncer puis de massacrer Retief et ses compagnons. 
Les institutions de la petite république boers sont sommaires et reposent sur une assemblée du peuple de 24 membres (le volksraad) et sur un président exécutif, Andries Pretorius.

### Une brève existence
Les autorités britanniques de la colonie du Cap ne reconnaissent pas les institutions ni même l'indépendance des Boers de Natalia. 
En décembre 1838, le gouverneur du Cap, Sir George Napier, décide d'envoyer un contingent militaire pour occuper Port Natal sur la côte de l'océan indien. Le 4 mai 1842, 237 militaires britanniques en provenance de la région du Cap, appartenant au 27e régiment d'infanterie et à la Royal Artillery, commandés par le capitaine Thomas Charlton Smith prennent le contrôle de Port-Natal. Contestant cette implantation dans ce qu'ils considèrent être leur territoire, les Boers s'arment et menacent d'expulser les envahisseurs par la force. Dans la nuit du 23 au 24 mai 1842, le capitaine Smith prend la tête d'une colonne de 138 hommes appuyés par deux ou trois canons et attaque Congella où les Boers ont commencé à se rassembler. L'assaut britannique est un sanglant échec et les assaillants sévèrement battus sont contraints de se replier sur Port-Natal. Les Boers assiègent le port mais la garnison résiste alors qu'un soldat britannique, Dick King, a échappé au siège et parcourt quelque 1000 kilomètres à cheval pour chercher des renforts à Grahamstown. Le 25 juin 1842, les secours britanniques amenés par la frégate Southampton et commandés par le colonel Josias Cloete arrivent, repoussent et écrasent les forces boers.
Admettant la vanité de la poursuite du conflit, les Boers acceptent de se soumettre à la souveraineté britannique. Le 15 juillet 1842, le volksraad de Pietermaritzburg signe les conditions de sa reddition.  La république de Natalia est dissoute.

### Dissolution et annexion
Le territoire de Natalia devient le 4 mai 1843 la colonie britannique du Natal, marquant officiellement l'annexion britannique de l'ancienne république boer.
La plupart des Voortrekkers, découragés de se retrouver sous administration britannique, reprennent leur trek à bord de leurs chariots à bœufs et traversent de nouveau la chaine montagneuse des Drakensberg pour s'installer dans les régions de Transorangia, appelées à devenir l’État libre d'Orange et le Transvaal.